# Bartyki
Bartyki – dawna osada, obecnie jedno z osiedli we wschodniej części warszawskiej dzielnicy Wilanów, na terenie obszaru MSI Zawady. 
Bartyki położone są pomiędzy rzeką Wilanówką a Wisłą, znajdują się na północ od Kępy Zawadowskiej i na południe od Zawad. Teren Bartyk to głównie łąki i pola z rzadką zabudową jednorodzinną.